# サッカー漫画

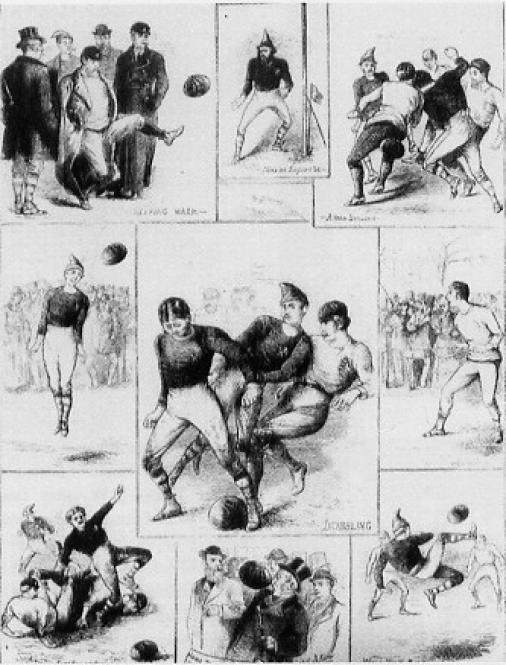
1872年に行われたスコットランド対イングランド戦の模様を伝えるイラスト

サッカー漫画（サッカーまんが）は、漫画のジャンルで、サッカーまたはサッカー選手を主題にした漫画を指す。

## 概要
サッカー漫画の定義としては、サッカーの試合における選手の様々なプレーや戦術を描いたもの、試合そのものよりは登場人物の生き方や内面を描いたものなどが挙げられる。また、漫画家の村枝賢一は、「試合の中で個々の登場人物が抱いている背景や個性を徐々に開示することにより読者を作品へと引きこみ、試合を着地させることで感動を与えることがサッカー漫画の理想」と評している。
サッカー漫画の起源は定かではないが、サッカーの試合の模様をコミカルに伝えたイラスト、サッカーと国際政治や世界情勢とを結びつけた風刺画はヨーロッパや南アメリカにおいて19世紀後半から20世紀初頭に登場している。第二次世界大戦後の1950年代にはヨーロッパにおいて複数のサッカー漫画作品が登場しているが、これらの作品はコミック・ストリップ形式を採用している。日本では1960年代にサッカー漫画が登場しているが、人気作品はアニメ化や他言語に翻訳され世界各国で紹介されている。

## 日本における変遷

### 黎明期
1960年代中期の日本国内では釜本邦茂や杉山隆一といったスター選手が出現し、青春ドラマの題材としてサッカーが取り上げられるなどサッカー人気が高まりつつあった。こうした時代背景や、それまで野球や格闘技が中心だったスポーツ漫画のジャンルに1960年代後半に入りバレーボールやテニスなどが新たに加わるなど多様化したことにより、サッカーを題材とした作品が現れるようになった。この当時の代表的な作品として『赤き血のイレブン』が挙げられるが、根性的要素の強いいわゆる「スポ根もの」であり、当時のスポーツ漫画の手法として一般的だった魔球の描写が盛り込まれた。
1970年代初頭を過ぎるとサッカーを題材とした作品は減少し、「サッカー漫画はヒットしない」という評価が成されるようになったが、一方でスポーツ漫画における人気ジャンルだった野球漫画が既に飽和状態にあった事もあり、1970年代後半に入ると再びスポーツ漫画の新しいジャンルが模索されるようになった。

### 1980年代
1980年代の代表的な作品である『キャプテン翼』ではかつての根性的要素は薄れ、選手の才能によって物語が進行し読者にサッカー指導書のようなイメージを抱かせる作品となった。作者の高橋陽一が「スポーツを楽しむことが基本であり、楽しみながら上手くなることがスポーツの理想である」と語るように、サッカーの魅力を伝えることに重点が置かれ、漫画の基本である「コマ割り」を大きく崩した表現手法を多用することでサッカー競技の持つ流動性やダイナミックな動きを表現しようと試みられた。この作品はメディアミックス展開により商業的な成功を収め、後の日本サッカー界の隆盛に影響を与えることになった。また、学園漫画の設定の一つとして見做されていたサッカー競技の漫画における立場を一変させ、競技の持つ特性が描かれる契機となった。
この時代には、等身大の小学生たちが努力する姿を描いた『がんばれ!キッカーズ』も人気作品となりアニメ化されたほか、中学や高校のサッカー部といった学生スポーツを題材とした作品が数多く登場した。その中で高校サッカーを題材とした『オフサイド』を名作とする意見もあるが、音楽学者の細川周平は1989年に出版した『サッカー狂い－時間・球体・ゴール』の中でこうした学校を舞台とした作品群にはある一定の傾向があり、紋切り型であるとして批判している。
一方で細川は、その対極にある作品として『シャンペン・シャワー』の名を挙げている。この作品では架空のプロサッカーリーグを題材とし、サッカー界のリアリズムの要素を描きつつも試合外の日常生活を主体とし、ナンセンスなユーモアやギャグを交えた内容となっている。

### 1990年代
1990年代に入ると他のスポーツ作品と同様にノンフィクション的傾向が強まり、試合における戦術や個々の選手のテクニックを描く作品が増加した。また1993年の日本プロサッカーリーグ（Jリーグ）開幕と前後して、プロフェッショナルやナショナルチームの活躍を題材とした『俺たちのフィールド』などの作品が登場し、現実のサッカー日本代表選手の活躍（Jリーグ開幕からFIFAワールドカップ初出場を果たすまで）とリンクした作品となった。高校生年代を題材とした『シュート!』では荒唐無稽な要素が残されていたが、同じく高校生年代を題材とした『ファンタジスタ』では、意外性のあるプレーで相手を翻弄する「芸術家」タイプの選手をチーム戦術に組み入れ、その中でいかに生かしていくのか、という現実的なテーマが描かれた。また、中学生年代を描いた『ホイッスル!』では無名の選手が努力し成長するといった王道的な内容が描かれたほか、ルールやポジショニング、心理面といったサッカー競技の特性についての詳細な解説も行われた。
一方で各年代別代表チームの国際大会での好成績や国外リーグで活躍する選手の登場などといった日本サッカー界の急速な発展もあって「現実世界が空想を追い越していく」「三浦知良や中田英寿らの全盛期には現実世界の方が魅力があったこともあり、漫画としてテーマを見出せなかった」と評する者もいる。
このほか実在のプロサッカー選手の生い立ちを扱った作品も多く作られた。こうしたノンフィクション作品は編集部の主導により新人漫画家が作画を担当する傾向が強いが、なかにはベテランの部類に入る漫画家が自ら掛け合い作画を担当する場合もある。

### 2000年代
2000年代に入ると、クラブ経営を題材とした作品や指導者を題材とした作品が登場するなど多様化を見せた。2001年から連載された『ORANGE』ではプロ2部リーグに所属する弱小サッカークラブの1部リーグ昇格までの歩みを主題としつつ、経営問題やサポーター問題といったクラブを取り巻く環境にも焦点を当てた。作者の能田達規は『ORANGE』の連載後もプロの世界におけるクラブ運営の難しさやサッカー界を取り巻く問題点、裏方の仕事を描いた様々な作品を発表している。
2007年から連載が始まった『GIANT KILLING』は指導者を主人公としているが、指導者を題材とした作品が登場した背景には独自のサッカー理論や練習方法などを駆使したマネジメント手法で注目されたイビチャ・オシムの存在があると言われていた。ただし、特別に指導者の理知のみに焦点を当てる訳ではなく、特定のクラブを取り巻く多人数の登場人物の視点による群衆劇が描かれており、同作品が連載されている『モーニング』公式サイトでは「サッカー漫画の新スタンダード」と称している。
この時代は漫画の持つブランド力や影響力が見直され、国内外から注目された時期でもあったが、ミッドフィールダーへの人材集中やフォワードの慢性的な人材不足や決定力不足といった日本国内のサッカー事情を、漫画の影響によるものとする議論が沸き起こった。こうした問題を「新たなフォワードを主人公としたサッカー漫画を創出することで読者層の少年たちに影響を与え「決定力不足」の問題を解消させるべき」という指摘もあり、2000年代末に入るとフォワードを主人公とした作品が登場している。

### 2010年代以降
2000年代以降、インターネット環境の進化により情報伝達力が高まっており、目の肥えた読者に応じるためにサッカー漫画は他のスポーツ漫画と同様に現実的な試合運びや技術に関する表現描写が進歩を遂げていると言われているが、2013年10月31日付けの『日本経済新聞』は2011年から連載が始まった『BE BLUES!〜青になれ〜』を現実的志向の代表的作品として挙げている。また、2010年から連載が始まった『フットボールネーション』では、ハムストリングや体幹といった身体能力に焦点を当て、日本と世界の選手間の差異を説く内容となっている。
一方、往年の『キャプテン翼』におけるエンターテイメント性を引き継いだ『イナズマイレブン』が小学生の間で人気を獲得しており、これをサッカー漫画における新たな潮流と位置付ける意見もある。

### 女子サッカー漫画
これまで女子サッカーを描いた作品は少なからず存在したものの、競技そのものへの関心の低さが反映された結果であるのかは定かでないが、長期連載に至る事例はなかった。競技として黎明期にあたる1978年から連載された『騒世記』は不良ものにミリタリー要素を取り入れたコメディ作品で、2009年から連載された作品で中学生の女子サッカー選手を扱った『さよならフットボール』は当時の女子サッカー事情を反映した内容となっているが、女子であることを隠して男子の試合に挑む体裁をとっている。
タブロイド紙の『東京スポーツ』によれば、2009年から連載された『蹴球少女』では読者層からの関心を得るため美少女キャラや萌えキャラを前面に配したが、2011年にサッカー日本女子代表がFIFA女子ワールドカップで優勝し女子サッカーへの関心が高まったことを契機に競技そのものを扱った内容へと転換が図られているとされている。

## 世界各国における変遷

### ヨーロッパ
イギリスでは架空のプロサッカーリーグを舞台とした『ロイ・オブ・ザ・ローヴァーズ』が作家や掲載誌を変えながら1954年から半世紀近くに渡って連載され人気を獲得した。この作品はイギリスにおいて最も有名なサッカー漫画と評され、『ロイ・オブ・ザ・ローヴァーズ』という言葉は解説者やファンにより、記憶に残る勝利や信じられない得点を例える比喩としてたびたび用いられている。このほかに、眼鏡をかけた太めな体型の主人公が俊足を武器に活躍する『ホットショット・ハミッシュ・アンド・マイティマウス』、半人半魚のゴールキーパーを主人公とした『ビリー・ザ・フィッシュ』、主人公が往年の名選手が愛用していたサッカーシューズを使って活躍する『ビリーズ・ブーツ』などがある。
オランダでは1950年代にプロサッカー選手の世界を描いて人気作品となった『キック・ウィルストラ』、コメディ作品の『FCクヌデなどがある。ドイツではギド・シュレーターが1990年代から国内の専門誌や新聞などでサッカーを題材とした複数の作品を発表している。また日本の漫画作品を翻訳出版しているTOKYOPOPのドイツ支社では『ゴシック・スポーツ』という作品を発表している。
フランスやベルギーのフランス語圏ではフランス人選手がスペインのFCバルセロナで活躍する姿を描いた『エリック・キャステル』、『アン・ピスト』などがある。

### 南米
ブラジルでは1932年にサッカーを題材とした漫画が登場した。同国ではディズニーのキャラクターでオウムをモチーフにしたホセ・キャリオカを主人公とした漫画が連載されているが、FIFAワールドカップの開催年にはブラジル代表のスター選手や監督らと共演することがある。
マウリシオ・デ・ソウザは1970年代に世界最高のサッカー選手と呼ばれていたペレを少年風にアレンジした『ペレジーニョ』というキャラクターを作り、1976年から新聞や雑誌上で作品を発表した。ソウザは1980年代にはアルゼンチンのディエゴ・マラドーナを少年風にアレンジした『ディエギート』というキャラクターを創作したが、作品として公式に発表されることはなかった。ソウザは、2005年8月15日にマラドーナが司会を務めるアルゼンチンのテレビ番組『10番の夜』にペレが出演した際に、これを記念してペレジーニョとディエギートの二人を共演させた。また、2006年にはロナウジーニョを少年風にアレンジした『ロナウジーニョ・ガウショ』を発表した。
アルゼンチンでは1971年から10年近くに渡って連載された『ディック・エル・アルティジェロ』(Dick, el artillero) や、実在のアルゼンチン代表選手たちを擬人化した動物たちに見立てて風刺した『ガティン・イ・エル・エキポ』(Gattin y el equipo) などがある。

### 北中米、アフリカ
メキシコでは1942年にホアキン・セルバンテス・バスコにより『エル・ディアマンテ・ネグロ』(El Diamante Negro) という作品が発表されたが、メキシコの日刊紙『ラ・ホルナーダ』は世界初のサッカー漫画と評している。
南アフリカ共和国では2001年に『スーパー・ストライカース』という作品が発表され、2006年にアニメ化された。この作品は2014年の時点でアフリカでは南アフリカのほかナミビア、ボツワナ、ザンビア、ケニア、ウガンダ、モーリシャス、レユニオン、ナイジェリア、エジプト。ヨーロッパではノルウェー、スウェーデン、フィンランド。アジアではマレーシアなどで出版されるなど世界的な人気作品の一つと評されている。

## 評価
サッカー選手の動作を描写することは比較的容易であると言われているが、漫画として表現する際には野球漫画における投手と打者のように一騎討ちとなる局面が少ないために「キャラを立たせる」ことが描きにくいと言われている。
バレーボールやバスケットボールのように1チームあたりのスターティングメンバーが少ない競技や武道などの団体戦であれば個々のキャラクターを特徴づけやすいが、それに対しスターティングメンバーが11人、両チーム合わせて22人で試合を行うサッカーの場合は主要登場人物以外に焦点があたることが少なくなり、長期連載を企図していない作品の場合は数人の登場人物をキャラ立てした上で他は切り捨てざるを得なくなる。
また実際の競技では、ボールを保持してパスやドリブルを選択する攻撃側の選手とそれを阻止する守備側の選手だけでなく、ボールに関与しない他のプレーエリアの選手達の間でも試合の流れを左右する重要なプレーや駆け引きが行われているため、漫画の「コマ」という限定された枠の中で試合全体の流れを捉えることが難しい。
1980年代の代表的作品である『キャプテン翼』では従来のスポーツ漫画やアクション漫画の「決闘シーン」の手法を取り入れ、ごく限られた選手同士の必殺技の応酬に焦点を当てたが、こうした手法は読者の情報量が豊富となった2000年代以降においては「荒唐無稽だ」との評価もある。一方で実際のスタジアムの観客やテレビ中継の視聴者の視点に近づけてフィールド全体を俯瞰したような構図をとれば個々のキャラクターが見えにくくなってしまい、実際の競技に近づけ過ぎても漫画としての魅力を失う結果となる。
以上の理由からサッカーを漫画として表現することは難しい、あるいはサッカーと漫画の相性は芳しくないと評されている。

## 作品リスト

### 小学生や中学生年代を題材とした作品
| アニメ、映画、ゲーム化 | 他メディアから漫画化 |
| タイトル                                         | 作者                     | 連載期間    | 掲載誌                 | 備考、関連項目     | 出典          |
| ------------------------------------------------ | ------------------------ | ----------- | ---------------------- | ------------------ | ------------- |
| 青空ふろっぴぃ                                   | 細野不二彦               | 1985-1986   | 週刊少年サンデー       |                    | [ 62 ]        |
| 嵐のJボーイ ぶっとび闘人                         | 樫本学ヴ                 | 1992-1995   | 月刊コロコロコミック   |                    | [ 63 ]        |
| イナズマイレブン                                 | やぶのてんや             | 2008-2011   | 月刊コロコロコミック   | RPGの漫画化        | [ 64 ]        |
| イナズマイレブン                                 | 吉祥寺笑                 | 2009-2012   | 小学三年生             | RPGの漫画化        | [ 64 ]        |
| イナズマイレブン                                 | こしたてつひろ           | 2010-2012   | コロコロイチバン!      | RPGの漫画化        | [ 64 ]        |
| イナズマイレブン アウターコード アンソロジー     | [ 注 4 ]                 | 2018        | マンガワン             | RPGの漫画化        |               |
| イナズマイレブン アレスの天秤                    | おおばあつし             | 2018-2019   | 月刊コロコロコミック   | RPGの漫画化        |               |
| イナズマイレブン アレスの天秤 4コマ&クイズクラブ | 杉谷和彦                 | 2018        | コロコロイチバン!      | RPGの漫画化        |               |
| イナズマイレブンGO                               | やぶのてんや             | 2011-2014   | 月刊コロコロコミック   | RPGの漫画化        | [ 64 ]        |
| イナズマイレブンGO                               | こしたてつひろ           | 2012-2014   | コロコロイチバン!      | RPGの漫画化        | [ 64 ]        |
| イナズマイレブンGO                               | 八神千歳                 | 2012        | ちゃお                 | RPGの漫画化        | [ 65 ]        |
| イナズマイレブン〜ペンギンを継ぐ者〜             | やぶのてんや             | 2018        | サンデーうぇぶり       | RPGの漫画化        |               |
| うるとら☆イレブン                                | 渡辺達也・薮野てんや     | 1994        | 週刊少年ジャンプ       |                    | [ 66 ]        |
| エースキッカー豪                                 | 細井雄二                 | 1984-1986   | コミックボンボン       |                    |               |
| F.C.ジンガ                                       | とだ勝之                 | 2005-2006   | 月刊少年マガジン       | ストリートサッカー | [ 67 ]        |
| かっとび一斗                                     | 門馬もとき               | 1985-1999   | 月刊少年ジャンプ       |                    | [ 68 ]        |
| がんばれ!キッカーズ                              | ながいのりあき           | 1984-1989   | 月刊コロコロコミック   | アニメ化           | [ 68 ]        |
| 決めるぜ修太!                                    | 小林一雄                 | 1991-1992   | 月刊少年ガンガン       |                    | [ 69 ]        |
| きめろ!修太                                      | 小林たつよし             | 1985        | 小学四年生             |                    |               |
| キャプテン翼                                     | 高橋陽一                 | 1981-1988   | 週刊少年ジャンプ       | アニメ化           | [ 68 ] [ 70 ] |
| キャプテン翼 KIDS DREAM                          | 高橋陽一・戸田邦和       | 2018-連載中 | 最強ジャンプ           |                    |               |
| ケッタ・ゴール!                                  | かわせひろし             | 2005-2006   | 月刊コミックブンブン   |                    | [ 71 ]        |
| GET!                                             | 東まゆみ                 | 1998        | 月刊少年ガンガン       |                    |               |
| 銀河へキックオフ!!                               | 川端裕人・若松浩         | 2012-2013   | 最強ジャンプ           | 同名アニメの漫画化 | [ 72 ]        |
| 校舎うらのイレブン                               | ちばあきお               | 1971        | 別冊少年ジャンプ       |                    | [ 73 ]        |
| ゴール!嵐                                        | 三鷹公一                 | 1991        | 月刊少年キャプテン     |                    | [ 74 ]        |
| ゴールゲッター勇斗                               | こしたてつひろ           | 2007-2008   | 小学二年生             |                    |               |
| GOLDEN★AGE                                       | 寒川一之                 | 2006-2009   | 週刊少年サンデー 他    |                    | [ 75 ]        |
| ゴールデンエッグ                                 | 鈴木大四郎・横幕智裕     | 2023-連載中 | ヤンジャン!            |                    | [ 76 ]        |
| ゴールデンキッズ                                 | 高橋陽一                 | 2010-2014   | E★エブリスタ           | 同名小説の漫画化   | [ 77 ]        |
| サッカーキング                                   | 忍野慶殊                 | 1999-2001   | 週刊少年サンデー超     |                    | [ 78 ]        |
| サッカー番長                                     | 吉岡道夫・小島利明       | 1969-1970   | 少年画報               |                    | [ 79 ]        |
| サッカーボーイけん                               | 吉沢やすみ               | 1985        | 小学二年生             |                    |               |
| サッカー少年ムサシ                               | たなかてつお             | 1986-1987   | 小学二年生、小学三年生 |                    | [ 80 ]        |
| 〜サッカー伝説〜デビルフットボールキングダム     | 倉谷友也                 | 2009-2010   | 別冊コロコロコミック   |                    | [ 81 ]        |
| サッカー野郎                                     | 由理知夫・中城けんたろう | 1969-1970   | 小学五年生             |                    |               |
| サムライファイト!                                | 樋口大輔                 | 2014        | コミックバーズ         | 短期連載           |               |
| さよならフットボール                             | 新川直司                 | 2009-2010   | マガジンイーノ         | 女子部員が主人公   | [ 82 ]        |
| さるとびサッカー                                 | ますたにたけし           | 1983        | 月刊コロコロコミック   |                    |               |
| 下町のサムライ                                   | 水島新司                 | 1966-1967   | 少年キング             |                    | [ 83 ] [ 84 ] |
| シューダン!                                      | 横田卓馬                 | 2017-2018   | 週刊少年ジャンプ       |                    |               |
| -蹴球伝-フィールドの狼 FW陣!                     | 高橋陽一                 | 1999        | 週刊少年ジャンプ       |                    | [ 85 ]        |
| 少年疾駆                                         | 附田祐斗                 | 2010        | 週刊少年ジャンプ       |                    | [ 86 ]        |
| Zin's エフ・シー                                 | ヒロナカヤスシ・馬場民雄 | 1994-1996   | 週刊少年サンデー増刊号 |                    | [ 87 ]        |
| 閃光シュート!モロキューくん                      | サダタロー               | 2002-2003   | コミックボンボン       |                    |               |
| 友まっしぐら                                     | 七三太朗・飛永宏之       | 2007        | コミックボンボン       |                    | [ 88 ]        |
| ドリブルヌッコあーしちゃん                       | モノノヴ                 | 2025-       | 少年ジャンプ+          | ラブコメ           | [ 89 ]        |
| NUMBER10                                         | キユ                     | 2002        | 週刊少年ジャンプ       |                    | [ 90 ]        |
| 忍者ハットトリックくん                           | 玉井たけし               | 1993-1995   | 小学五年生、小学六年生 | ギャグ漫画         | [ 91 ]        |
| はしれ走                                         | みやたけし               | 1981-1984   | 週刊少年サンデー       |                    | [ 68 ]        |
| P.K.ジーニアス                                   | 桐谷将士                 | 2014-2015   | 週刊少年サンデーS      |                    |               |
| フットブルース                                   | 能田達規                 | 2005        | 週刊少年チャンピオン   |                    | [ 92 ]        |
| ホイッスル!                                      | 樋口大輔                 | 1998-2002   | 週刊少年ジャンプ       | アニメ化           | [ 68 ] [ 93 ] |
| ホイッスル!W                                     | 樋口大輔                 | 2016-2021   | MangaONE、裏サンデー   |                    | [ 94 ]        |
| ボクは岬太郎                                     | 高橋陽一                 | 1984        | フレッシュジャンプ     | 短期連載           |               |
| マンガでうまくなろう!!サッカーの神様             | 能田達規                 | 2015-2016   | ストライカーDX         |                    |               |
| MF輝平                                           | 武石正道・金井たつお     | 1984-1985   | フレッシュジャンプ     |                    | [ 95 ]        |
| めざせ!!ワールドカップ キッカーズ2002            | 大住良之・ながいのりあき | 1992-1993   | 報知新聞               |                    | [ 96 ]        |
| 燃えてVシュート                                  | 遠崎史朗・倉田よしみ     | 1985        | 週刊少年チャンピオン   |                    | [ 97 ]        |

### 高校生年代を題材とした作品
| タイトル                                                                                              | 作者                             | 連載期間    | 掲載誌                              | 備考、関連項目                    | 出典           |
| --- | -------------------------------- | ----------- | ----------------------------------- | --------------------------------- | -------------- |
| 赤き血のイレブン                                                                                      | 梶原一騎・園田光慶               | 1970-1971   | 週刊少年キング                      | 浦和南高がモデル、アニメ化        | [ 73 ]         |
| 明日へキックオフ                                                                                      | 中原まこと・山口大輔・高田まさお | 1988        | 月刊少年マガジン                    |                                   |                |
| あみーご×あみーが                                                                                     | 瀬口たかひろ                     | 2005-2006   | ヤングガンガン                      | 難聴の少女が主人公                |                |
| エリアの騎士                                                                                          | 伊賀大晃・月山可也               | 2006-2017   | 週刊少年マガジン                    | アニメ化                          | [ 98 ]         |
| ANGEL VOICE                                                                                           | 古谷野孝雄                       | 2007-2014   | 週刊少年チャンピオン                |                                   | [ 99 ]         |
| エンバーズ                                                                                            | 車裂圭・西井聡太郎               | 2025-       | 週刊少年ジャンプ                    |                                   | [ 100 ]        |
| 男の一枚 レッド・カード                                                                               | 島本和彦                         | 1997-1999   | 月刊少年エース                      | ギャグ漫画                        | [ 101 ]        |
| オフサイド                                                                                            | 塀内夏子                         | 1987-1992   | 週刊少年マガジン                    | アニメ化                          | [ 68 ]         |
| オレゴラッソ                                                                                          | 馬上鷹将                         | 2016-2017   | 週刊少年ジャンプ                    |                                   | [ 102 ]        |
| 海峡イレブン                                                                                          | 遠崎史朗・前川K三                | 1983        | 週刊少年マガジン                    |                                   | [ 97 ]         |
| 一矢NOW                                                                                               | 森川ジョージ                     | 1986        | 週刊少年マガジン                    |                                   |                |
| 風の翼                                                                                                | 鎌田洋次                         | 1987-1989   | 漫画アクション                      |                                   | [ 103 ]        |
| カンタが大将                                                                                          | 高橋功一郎                       | 1998        | 週刊少年サンデー超                  |                                   |                |
| キッカー烈男                                                                                          | 小島正春                         | 1979-1980   | 週刊少年チャンピオン                |                                   | [ 104 ]        |
| キャプテン翼 最強の敵!オランダユース                                                                  | 高橋陽一                         | 1993        | 週刊少年ジャンプ                    | 短期連載                          |                |
| キャプテン翼 ワールドユース編                                                                         | 高橋陽一                         | 1994-1997   | 週刊少年ジャンプ                    | キャプテン翼の続編、 U-20日本代表 | [ 70 ]         |
| キャプテンどんかべ                                                                                    | 大石普人                         | 2006        | 週刊ヤングサンデー                  |                                   |                |
| キックオフ                                                                                            | ちば拓                           | 1982-1983   | 週刊少年ジャンプ                    | ラブコメ                          | [ 66 ]         |
| 清村くんと杉小路くんと                                                                                | 土塚理弘                         | 2000-2002   | 月刊少年ガンガン                    | ギャグ漫画                        |                |
| くたばれ!!涙くん                                                                                      | 石井いさみ                       | 1969-1970   | 週刊少年サンデー                    |                                   | [ 73 ]         |
| 雲をけとばせ!                                                                                         | 真樹日佐夫・荘司としお           | 1970        | 週刊少年チャンピオン                | 男女混合チーム                    | [ 105 ]        |
| クラック!!                                                                                            | 本名啓介                         | 2005-2006   | 週刊少年マガジン                    |                                   | [ 106 ]        |
| GET!フジ丸                                                                                            | 能田達規                         | 1994-1995   | 週刊少年チャンピオン                |                                   | [ 66 ]         |
| 潔癖男子!青山くん                                                                                     | 坂本拓                           | 2014-2018   | ミラクルジャンプ 週刊ヤングジャンプ | アニメ化                          |                |
| GO☆シュート ―剛秀人青春日記―                                                                          | みやたけし                       | 1979-1980   | 週刊少年ジャンプ                    |                                   | [ 97 ]         |
| Goal Den Age                                                                                          | 綱本将也・高岡永生               | 2005-2007   | マガジンSPECIAL                     |                                   | [ 107 ]        |
| GOLD PANTHERS                                                                                         | 山田玲司                         | 2001-2002   | 週刊ヤングサンデー                  |                                   | [ 108 ]        |
| Gothic Sports                                                                                         | アニケ・ハーゲ                   | 2006-2010   | TOKYOPOP                            | 男女混合チーム、 ドイツが舞台     |                |
| ザ・キッカー                                                                                          | 望月三起也                       | 1972        | 週刊少年ジャンプ                    | 藤枝東高がモデル                  | [ 73 ]         |
| ササメケ                                                                                              | ゴツボ×リュウジ                  | 2001-2004   | 少年エース                          | ギャグ漫画                        | [ 68 ]         |
| ササナキ                                                                                              | ゴツボ×リュウジ                  | 2004-2006   | 少年エース                          | ササメケの続編                    |                |
| Theストライカー                                                                                       | ヒロナカヤスシ・前川たけし       | 1984-1985   | 月刊少年マガジン                    |                                   | [ 97 ]         |
| サッカーけるける団                                                                                    | 島田英次郎                       | 2002        | 週刊少年マガジン                    | ギャグ漫画                        | [ 109 ]        |
| サッカー魁                                                                                            | 高山芳紀・のだしげる             | 1983        | 月刊少年マガジン                    |                                   | [ 110 ]        |
| 残念なキャプテンとわがままな王様たち                                                                  | あづち涼                         | 2016-2017   | 少年マガジンエッジ                  |                                   |                |
| しずくの風景                                                                                          | 大野潤子                         | 1989        | 別冊少女コミック                    |                                   |                |
| 芝ノ上ジャンクション                                                                                  | 谷古宇剛                         | 2016        | 少年マガジンエッジ                  |                                   |                |
| 1/11 じゅういちぶんのいち                                                                             | 中村尚儁                         | 2010-2014   | ジャンプSQ.19                       | 実写映画化                        | [ 111 ]        |
| 蹴球少女                                                                                              | 若宮弘明                         | 2009-2014   | good!アフタヌーン                   | 男女混合のサッカー部              | [ 112 ]        |
| シュート! シュート! 久保嘉晴の伝説 シュート! 蒼きめぐり逢い シュート! 熱き挑戦 シュート! 新たなる伝説 | 大島司                           | 1990-2003   | 週刊少年マガジン                    | アニメ化                          | [ 68 ]         |
| シュート!の世界にゴン中山が転生してしまった件                                                         | 外池達宏、大島司                 | 2020-2021   | マガジンポケット                    |                                   |                |
| ジュニオール                                                                                          | 灰谷音屋                         | 2018-2019   | 週刊少年チャンピオン                |                                   |                |
| 私立東湘高校サッカー部                                                                                | 押山雄一                         | 1985        | 月刊ジャンプオリジナル              |                                   | [ 113 ]        |
| ストライカー列伝                                                                                      | みやたけし                       | 1984-1985   | 増刊少年サンデー                    | はしれ走の続編                    | [ 66 ]         |
| Superサブ                                                                                             | 望月三起也                       | 1984        | 少年キング                          |                                   | [ 114 ]        |
| 青春キック・オフ!                                                                                     | 有吉京子                         | 1975-1976   | 週刊マーガレット                    |                                   | [ 97 ]         |
| 青春志願                                                                                              | 槇村さとる                       | 1977        | 別冊マーガレット                    |                                   | [ 115 ]        |
| 青春志願 明日のヒーロー                                                                               | 槇村さとる                       | 1978        | 別冊マーガレット                    | 青春志願の続編                    | [ 116 ]        |
| 青春にキック!                                                                                         | 横山まさみち                     | 1969        | 小学五・六年生                      |                                   |                |
| SOKKOH -速攻-                                                                                         | 押山雄一                         | 1993        | 月刊ベアーズクラブ                  | ヤンキー漫画                      | [ 117 ]        |
| 空の風景                                                                                              | 大野潤子                         | 1991-1996   | 別冊少女コミック                    | しずくの風景の続編                |                |
| 大介ゴール!                                                                                           | 馬場民雄                         | 1997-1998   | 週刊少年チャンピオン                |                                   | [ 68 ]         |
| タンゴ                                                                                                | 佐々木亮                         | 1993        | 週刊ヤングジャンプ                  |                                   | [ 118 ]        |
| TEAM男道                                                                                              | 大島やすいち                     | 1994        | 月刊少年マガジン                    |                                   | [ 119 ]        |
| 超機動暴発蹴球野郎 リベロの武田                                                                       | にわのまこと                     | 1991-1992   | 週刊少年ジャンプ                    | ギャグ漫画                        | [ 68 ] [ 120 ] |
| TWO TOP                                                                                               | 押山雄一                         | 1998        | 週刊ヤングジャンプ                  | ヤンキー漫画                      | [ 121 ]        |
| ツイン・ファルカン                                                                                    | あやみのる・桐嶋たける           | 1994        | 週刊少年チャンピオン                |                                   | [ 122 ]        |
| TIENPO -ティエンポ-                                                                                   | 飯野大祐                         | 2018-連載中 | 週刊ヤングジャンプ                  |                                   |                |
| DAYS                                                                                                  | 安田剛士                         | 2013-2021   | 週刊少年マガジン                    | アニメ化                          | [ 123 ]        |
| DOIS SOL                                                                                              | 村瀬克俊                         | 2011        | 週刊少年ジャンプ                    |                                   | [ 124 ]        |
| トップスピード                                                                                        | 滝井寿紀                         | 1998-1999   | 週刊少年チャンピオン                |                                   |                |
| T.R.A.P.                                                                                              | 大和屋エコ                       | 2010-2011   | 週刊少年サンデー                    |                                   | [ 125 ]        |
| ハット・トリック                                                                                      | 山下東七郎                       | 1997-1998   | 月刊少年ジャンプ                    |                                   |                |
| ばら色イレブン                                                                                        | はしもとみつお                   | 1985        | 少年ビッグコミック                  |                                   | [ 126 ]        |
| バルセロナの太陽                                                                                      | 村上よしゆき                     | 2014        | 週刊ヤングジャンプ                  |                                   | [ 127 ]        |
| ハングリーハート WILD STRIKER                                                                         | 高橋陽一                         | 2002-2004   | 週刊少年チャンピオン                | アニメ化                          | [ 128 ]        |
| BE BLUES!〜青になれ〜                                                                                 | 田中モトユキ                     | 2011-2022   | 週刊少年サンデー                    |                                   | [ 129 ]        |
| HERO                                                                                                  | 川原正敏                         | 1988-1989   | 週刊少年マガジン                    |                                   | [ 66 ]         |
| ファンタジスタ                                                                                        | 草場道輝                         | 1999-2004   | 週刊少年サンデー                    |                                   | [ 68 ] [ 130 ] |
| フィールドの花子さん                                                                                  | 千田純生                         | 2014-2015   | 月刊少年マガジン                    |                                   | [ 131 ]        |
| 風飛び一斗                                                                                            | 門馬もとき                       | 1999-2007   | 月刊少年ジャンプ                    | かっとび一斗の続編                | [ 66 ]         |
| フリーキック!                                                                                         | 原秀則                           | 1988-1990   | 週刊少年サンデー                    |                                   | [ 66 ]         |
| 振り向くな君は                                                                                        | 安田剛士                         | 2010        | 週刊少年マガジン                    |                                   | [ 132 ]        |
| ブルーロック                                                                                          | 金城宗幸、ノ村優介               | 2018-連載中 |                                     | アニメ化                          |                |
| へい!ジャンボ                                                                                         | 水島新司                         | 1972-1973   | 少年キング                          |                                   | [ 73 ] [ 84 ]  |
| ベストイレブン                                                                                        | いずみ誠                         | 1995-1996   | 週刊少年マガジン                    |                                   | [ 66 ]         |
| ヘッド!牙                                                                                             | 望月三起也                       | 1971        | 週刊少年ジャンプ                    | 短期連載                          | [ 133 ]        |
| HEAVENイレブン                                                                                        | 大和田秀樹                       | 2003-2005   | チャンピオンRED                     | ギャグ漫画                        | [ 134 ]        |
| ホイッスル                                                                                            | 中原まこと・有坂須美             | 1989-1991   | ストライカー                        |                                   |                |
| ぼくらのカプトン                                                                                      | あずまよしお                     | 2010-2015   | ゲッサン                            | ギャグ漫画                        | [ 135 ]        |
| 微笑キック・オフ                                                                                      | もとはしまさひで                 | 1980        | 週刊少年マガジン                    |                                   | [ 97 ]         |
| マイスター                                                                                            | 加地君也                         | 2009        | 週刊少年ジャンプ                    |                                   | [ 136 ]        |
| MAGiCO                                                                                                | 佐久間力                         | 2008-2014   | 月刊少年ライバル                    |                                   | [ 137 ]        |
| 夕空のクライフイズム                                                                                  | 手原和憲                         | 2013-2016   | ビッグコミックスピリッツ            |                                   | [ 138 ]        |
| LIGHT WING                                                                                            | 神海英雄                         | 2010-2011   | 週刊少年ジャンプ                    |                                   | [ 139 ]        |
| REBOOT                                                                                                | 根建飛鳥                         | 2013-2014   | 別冊少年チャンピオン                |                                   | [ 140 ]        |
| 流星のストライカー                                                                                    | 秋月めぐる                       | 2000-2001   | 月刊少年チャンピオン                | U-20日本代表                      | [ 66 ]         |
| LOOK UP!                                                                                              | 水穂しゅうし                     | 2008        | 週刊少年チャンピオン                |                                   |                |
| レッドカード                                                                                          | 市川マサ                         | 2019-2021   | 週刊ヤングマガジン                  |                                   |                |
| 68m                                                                                                   | 手原和憲                         | 2012        | ビッグコミックスピリッツ            | 短期連載                          | [ 141 ]        |
| 我らの流儀                                                                                            | 大武ユキ                         | 1996-1997   | 月刊アフタヌーン                    | 公立進学校が舞台                  | [ 68 ]         |

### クラブユースを題材とした作品
| タイトル               | 作者                 | 連載期間  | 掲載誌                   | 備考、関連項目 | 出典    |
| ---------------------- | -------------------- | --------- | ------------------------ | -------------- | ------- |
| アオアシ               | 小林有吾             | 2015-2025 | ビッグコミックスピリッツ | アニメ化       |         |
| キイチ DA GOAL!!!      | 岩田やすてる         | 2004-2005 | マガジンSPECIAL          |                | [ 142 ] |
| バモラ!将平            | 都並敏史・田中つかさ | 1996      | 週刊サッカーダイジェスト | ヴェルディ川崎 | [ 143 ] |
| バロンドォォォォォル!! | 四谷孝志             | 2012-2013 | 月刊少年ライバル         |                | [ 144 ] |
| YATAGARASU             | 愛原司               | 2002-2011 | 月刊少年マガジン         |                | [ 145 ] |

### プロリーグや代表チームを題材とした作品
| タイトル                                                   | 作者                 | 連載期間    | 掲載誌                                        | 備考、関連項目                    | 出典    |
| ---------------------------------------------------------- | -------------------- | ----------- | --------------------------------------------- | --------------------------------- | ------- |
| 蒼のアインツ                                               | 中村尚儁             | 2019-2021   | コミックDAYS                                  |                                   | [ 146 ] |
| 赤毛のストライカー                                         | 田中誠一・秋月めぐる | 1993        | ビッグコミック・スピリッツ                    | 短期連載                          | [ 147 ] |
| 熱き男の2002                                               | 大島やすいち         | 2001-2002   | 週刊ポスト                                    |                                   |         |
| イレブン                                                   | 七三太朗・高橋広     | 1985-2000   | 月刊少年ジャンプ                              | 日本代表、1998 FIFAワールドカップ | [ 68 ]  |
| WINGS 風の翼II                                             | 鎌田洋次             | 1994-1998   | 漫画アクション                                | 風の翼の続編、JFL                 | [ 103 ] |
| 栄光なき11                                                 | 能田達規             | 2014        | 週刊漫画TIMES                                 | 短期連載                          |         |
| ORANGE                                                     | 能田達規             | 2001-2004   | 週刊少年チャンピオン                          | 2部リーグ                         | [ 68 ]  |
| オーレ!                                                    | 能田達規             | 2006-2007   | 週刊コミックバンチ                            | クラブ運営が題材                  | [ 148 ] |
| 俺たちのフィールド                                         | 村枝賢一             | 1992-1998   | 週刊少年サンデー                              | 日本代表、1998 FIFAワールドカップ | [ 68 ]  |
| 風のフィールド                                             | みやたけし           | 1986-1989   | 週刊少年チャンピオン                          | 日本代表、1990 FIFAワールドカップ | [ 66 ]  |
| カテナチオ                                                 | 森本大輔             | 2022-連載中 | 週刊ヤングジャンプ                            | イタリア1部リーグのチーム         | [ 149 ] |
| カルチョな執事                                             | あづち涼             | 2013-2014   | Beat's                                        | ホペイロが主人公                  | [ 150 ] |
| キックバック                                               | RIN、原山久志        | 2014        | ヤングアニマルDensi                           |                                   |         |
| キャプテン翼 -ROAD TO 2002-                                | 高橋陽一             | 2001-2004   | 週刊ヤングジャンプ                            | FCバルセロナ、アニメ化            | [ 68 ]  |
| キャプテン翼 -GOLDEN 23-                                   | 高橋陽一             | 2005-2008   | 週刊ヤングジャンプ                            | U-23日本代表                      |         |
| キャプテン翼 海外激闘編 IN CALCIO 日いづる国のジョカトーレ | 高橋陽一             | 2009        | 週刊ヤングジャンプ                            | セリエC                           |         |
| キャプテン翼 海外激闘編 EN LA LIGA                         | 高橋陽一             | 2010-2011   | 週刊ヤングジャンプ                            | リーガ・エスパニョーラ            |         |
| キャプテン翼 海外激闘編 EN LA LIGA 最終章                  | 高橋陽一             | 2012        | 週刊ヤングジャンプ                            | リーガ・エスパニョーラ            |         |
| キャプテン翼 ライジングサン                                | 高橋陽一             | 2013-連載中 | グランドジャンプ                              | オリンピック                      |         |
| GOAL                                                       | 岡村賢二             | 1987        | 週刊少年サンデー                              | 日本代表                          | [ 151 ] |
| コラソン サッカー魂                                        | 塀内夏子             | 2010-2011   | 週刊ヤングマガジン                            | 日本代表                          | [ 152 ] |
| サッカーの憂鬱 裏方イレブン                                | 能田達規             | 2010-2013   | 漫画サンデー                                  | 不定期連載                        | [ 153 ] |
| 10番ローラン                                               | 于彦舒               | 2013-2014   | 月刊ドラゴンエイジ                            |                                   | [ 154 ] |
| J〜J〜オクトパス                                           | あおきけい           | 1994        | デラックスボンボン                            | ギャグ漫画                        | [ 155 ] |
| Jドリーム Jドリーム飛翔編 Jドリーム完全燃焼編              | 塀内夏子             | 1993-1999   | 週刊少年マガジン                              | 浦和レッズ、日本代表              | [ 68 ]  |
| Jキッズ牙                                                  | はやさかゆう         | 1994-1995   | コミックボンボン                              |                                   |         |
| Jリーガーシュート                                          | 三鷹公一             | 1994-1995   | 小学二年生、小学三年生                        | Jリーグ                           | [ 156 ] |
| GIANT KILLING                                              | 綱本将也・ツジトモ   | 2007-連載中 | モーニング                                    | アニメ化                          | [ 157 ] |
| シャンペン・シャワー                                       | かわみなみ           | 1983-1986   | LaLa                                          | 南米1部リーグ                     | [ 68 ]  |
| ダイヤモンド・ガイ                                         | かわみなみ           | 1987        | LaLa                                          | 短期連載                          |         |
| 蹴助DX                                                     | 馬場民雄             | 2008-2010   | ストライカーDX                                |                                   | [ 158 ] |
| TOKYO WONDER BOYS                                          | 下山健人、伊達恒大   | 2014        | 週刊少年ジャンプ                              | 2部リーグ                         | [ 159 ] |
| ナリキン!                                                  | 鈴木大四郎           | 2012-2014   | 月刊少年チャンピオン                          | 主人公が最年少棋士                | [ 160 ] |
| ビクトリー・ラン!                                          | 仲久晃央・秋月めぐる | 1988-1990   | 月刊少年チャンピオン                          | 1部リーグ                         | [ 68 ]  |
| ピッチディーラー -蹴球賭場師-                              | 昌子春・外山健生     | 2017        | 週刊ヤングマガジン                            | サッカー賭博                      | [ 161 ] |
| VIVA! CALCIO                                               | 愛原司               | 1993-2000   | 月刊少年マガジン                              | フィオレンティーナ                | [ 68 ]  |
| ファンタジスタ ステラ                                      | 草場道輝・本田圭佑   | 2012-2015   | 週刊少年サンデー                              | OVA化、2014 FIFAワールドカップ    | [ 162 ] |
| フィールドの奇行師                                         | 浅岡剛史             | 2002        | ヤングマガジンアッパーズ                      | 審判員が主人公                    | [ 163 ] |
| フットボールアルケミスト                                   | 木崎伸也・12Log      | 2019-2021   | ヤングアニマル                                | 代理人                            | [ 164 ] |
| フットボールほど素敵な商売はない!!                         | 戸塚啓・岡村賢二     | 2003-2004   | 週刊ヤングジャンプ                            | クラブ運営が題材                  | [ 165 ] |
| 誇り〜プライド〜                                           | 高橋陽一             | 2011-2013   | 週刊漫画ゴラク                                | Jリーグ                           | [ 166 ] |
| マネーフットボール                                         | 能田達規             | 2015-2016   | 週刊漫画TIMES                                 | 2部リーグ                         | [ 167 ] |
| マリオ THE STRIKER                                         | 中原誠・北原やすき   | 1980        | 週刊少年ジャンプ                              | 日本代表                          | [ 168 ] |
| Mr.CB ミスターシービー                                     | 綱本将也・谷嶋イサオ | 2018-連載中 | ヤングチャンピオン                            | 3部リーグ                         |         |
| モカンボ                                                   | 秋月めぐる           | 1993        | コミックスコラ                                | Jリーグ                           | [ 169 ] |
| やんちゃ・ゴール                                           | 馬場民雄             | 2000-2001   | 月刊少年チャンピオン                          | ジェフユナイテッド市原            | [ 170 ] |
| U-31                                                       | 綱本将也・吉原基貴   | 2002-2004   | 週刊モーニング                                | 映画化、Jリーグ                   | [ 171 ] |
| リベロの武田 2002年世界飛翔編                              | にわのまこと         | 2002        | MANGAオールマン                               | リベロの武田の続編                | [ 120 ] |
| 龍時                                                       | 野沢尚・戸田邦和     | 2006-2013   | WORLD SOCCER KING                             | 同名小説の漫画化                  | [ 172 ] |
| LOST MAN                                                   | 草場道輝             | 2007-2012   | 週刊ヤングサンデー、 ビッグコミックスピリッツ | プレミアリーグ 他                 | [ 173 ] |

### 地域リーグを題材とした作品
| タイトル               | 作者               | 連載期間    | 掲載誌                     | 備考、関連項目               | 出典    |
| ---------------------- | ------------------ | ----------- | -------------------------- | ---------------------------- | ------- |
| 極楽イレブン           | 津島三十三         | 1993-1994   | 週刊漫画ゴラク             | 天皇杯                       | [ 174 ] |
| 修羅の門異伝 ふでかげ  | 川原正敏・飛永宏之 | 2010-2014   | 月刊少年マガジン           | 修羅の門のスピンオフ、天皇杯 |         |
| フットボールネーション | 大武ユキ           | 2010-連載中 | ビッグコミックスペリオール | 天皇杯                       | [ 175 ] |
| やんちゃぼ             | 高田靖彦           | 2006-2007   | ビッグコミックスペリオール | 天皇杯                       | [ 176 ] |

### 女子サッカーを題材とした作品
| タイトル                              | 作者                       | 連載期間    | 掲載誌               | 備考、関連項目 | 出典    |
| ------------------------------------- | -------------------------- | ----------- | -------------------- | -------------- | ------- |
| あしがる                              | ゴツボ×リュウジ            | 2013-2014   | 月刊少年エース       |                | [ 177 ] |
| 騒世記                                | 望月三起也                 | 1978-1979   | 週刊明星             |                | [ 178 ] |
| いちごのA                             | 七瀬あゆむ                 | 1992        | 週刊ヤングジャンプ   |                | [ 179 ] |
| ガールガールボールシュートガール      | 平野博寿                   | 2005        | 別冊ヤングマガジン   |                | [ 180 ] |
| 清く正しく美しく                      | ufotable・たあたんちぇっく | 2007-2009   | ジャンプスクエア     |                | [ 181 ] |
| 恋までとどけ!                         | 板本こうこ                 | 1979        | 週刊少女フレンド     |                | [ 182 ] |
| さくら!咲きますッ                     | 麻生いずみ                 | 1999-2000   | JOUR                 |                |         |
| さよなら私のクラマー                  | 新川直司                   | 2016-2021   | 月刊少年マガジン     | アニメ化       | [ 183 ] |
| ちなつのシュート!                     | 青木俊直                   | 1993        | [ 注 5 ]             |                |         |
| なでしこシュート!                     | 神崎裕                     | 2008        | なかよしラブリー     | 日本女子代表   | [ 185 ] |
| パフェが好きでもいいじゃない          | 玉置勉強                   | 2016-2017   | 月刊!スピリッツ      |                | [ 186 ] |
| ピンクのイレブン                      | 神崎あおい・高橋千鶴       | 1987        | なかよし             |                | [ 97 ]  |
| ミニスカサッカー部                    | 原誠治                     | 2002        | 週刊ヤングサンデー   | ギャグ漫画     | [ 187 ] |
| けったま! 〜蹴球☆らいおっとガールズ〜 | 不動らん                   | 2010-2011   | フレックスコミックス |                | [ 188 ] |
| マイぼーる!                           | いのうえ空                 | 2012-2019   | ヤングアニマル 他    |                | [ 189 ] |
| レディース!                           | 能田達規                   | 2020-連載中 | コミクリ!            |                |         |

### フットサルを題材とした作品
| タイトル            | 作者                      | 連載期間  | 掲載誌               | 備考、関連項目 | 出典    |
| ------------------- | ------------------------- | --------- | -------------------- | -------------- | ------- |
| あかねSAL☆          | 岡田惠和・なかはら★ももた | 2006-2008 | Kiss                 |                | [ 190 ] |
| えらしこ            | さのうくにかず            | 2013-2014 | 月刊少年チャンピオン |                | [ 191 ] |
| HOLA!!              | 高山瑞穂                  | 2006-2008 | 月刊少年ブラッド     |                | [ 192 ] |
| すみっこプリマ U-15 | 三ツ沢大介                | 2014-2015 | 月刊COMICリュウ      |                | [ 193 ] |
| ばもら!             | 長田佳巳                  | 2008-2010 | コミックフラッパー   |                |         |
| へたっぴKICK!!      | 三鷹公一                  | 2004-2007 | ちゃぐりん           |                |         |

### 指導者を題材とした作品
| タイトル        | 作者             | 連載期間  | 掲載誌           | 備考、関連項目 | 出典    |
| --------------- | ---------------- | --------- | ---------------- | -------------- | ------- |
| ノー・トラップ  | 山下東七郎       | 1999-2000 | 月刊少年ジャンプ | 高校が舞台     |         |
| ジョカトーレ    | あおやぎ孝夫     | 2001      | コミックGOTTA    | 高校が舞台     |         |
| 蹴児 -ケリンジ- | 井龍一・千田純生 | 2010-2011 | 月刊少年マガジン | 高校が舞台     | [ 194 ] |

### 周囲の人々を題材とした作品
註 プロリーグの関係者については#プロリーグや代表チームを題材とした作品を参照。
| タイトル                       | 作者           | 連載期間  | 掲載誌                   | 備考、関連項目             | 出典    |
| ------------------------------ | -------------- | --------- | ------------------------ | -------------------------- | ------- |
| オレンジぐんだん               | 高原由         | 2012-2014 | まんが4コマぱれっと      | ギャグ漫画                 | [ 195 ] |
| カワサキまるこ                 | 有馬啓太郎     | 2016-2017 | 電撃G's magazine.com     | 川崎フロンターレ           | [ 196 ] |
| サポーターの星                 | 渋谷花織       | 1995-1998 | 週刊サッカーダイジェスト | エッセイ漫画               |         |
| サポルト! 木更津女子サポ応援記 | 高田桂         | 2016-2017 | コミック アース・スター  | サポーター集団             | [ 197 ] |
| Jフーリガン                    | 吉田窓・積木爆 | 1994      | 週刊少年チャンピオン     | サポーター集団             | [ 198 ] |
| 蹴球七日                       | 望月三起也     | 1993      | 夕刊フジ                 | サッカー狂の会社員が主人公 | [ 199 ] |
| 初恋シュート!                  | 横田幸子       | 1980      | 少女フレンド             | 女子マネージャーが主人公   | [ 73 ]  |
| はばたけ蹴太                   | 高橋陽一       | 2008      | 横浜FCMDP                | 横浜FC10周年記念企画       |         |
| ファンタジスタ アヤちゃん      | 早坂ケイゴ     | 2014      | ヤングアニマルDensi      | ギャグ漫画                 |         |
| ぺろり!スタグル旅              | 能田達規       | 2017-2019 | ぐるなび                 | スタジアムグルメ           | [ 200 ] |

### 実在の選手やクラブを題材とした作品
註 連載作品、短期集中連載作品のみを記載し、単発読みきり作品は除外。
| タイトル                                            | 作者                           | 連載期間  | 掲載誌                                | 備考、関連項目     | 出典    |
| --------------------------------------------------- | ------------------------------ | --------- | ------------------------------------- | ------------------ | ------- |
| ヴァンフォーレ甲府の奇跡・再生                      | 池田博人・片山誠               | 2006      | ビジネスジャンプ増刊BJ魂              | 海野一幸           |         |
| 浦和レッズ物語                                      | 小齋秀樹・押村勇悟・山下てつお | 2005      | 週刊少年マガジン                      | 短期連載           | [ 201 ] |
| 栄光なき天才たち                                    | 森田信吾                       | 1990      | 週刊ヤングジャンプ                    | ミュンヘンの悲劇   |         |
| アジアの壁 井原正巳                                 | 吉村哲也                       | 1993      | 週刊少年サンデー                      | 短期連載           | [ 202 ] |
| 岡崎慎司物語                                        | 工藤晋・佐久間力               | 2010      | 月刊少年ライバル                      | 短期連載           | [ 203 ] |
| 大分トリニータ物語                                  | 木村元彦・宮城シンジ           | 2008-2009 | ビジネスジャンプ増刊BJ魂              |                    |         |
| オシムの言葉 漫画編                                 | 木村元彦・石川サブロウ         | 2006      | Sportiva                              | 同名作品の漫画化   |         |
| ゴールの呼び声 武田修宏物語                         | 田中誠一・吉村哲也             | 1993      | 週刊少年サンデー                      | 短期連載           | [ 204 ] |
| ゴン！ゴン・ゴール/中山雅史物語                     | 村枝賢一                       | 1994      | 週刊少年サンデー                      | 短期連載           | [ 205 ] |
| 女子サッカー代表 高倉麻子物語                       | 橋口隆志                       | 1996      | 週刊少年サンデー                      | 短期連載           | [ 206 ] |
| ジュール・リメへの翼                                | 田中誠一・秋月めぐる           | 1994      | コミックガイズ                        | 前園真聖、山口敏弘 | [ 147 ] |
| ストイコビッチ物語                                  | 細野不二彦                     | 1996      | 週刊少年サンデー                      | 短期連載           | [ 207 ] |
| 高原直泰物語                                        | 佐藤俊・髙橋功一郎             | 2002      | 小学5年生・6年生                      |                    | [ 208 ] |
| 闘莉王物語                                          | 工藤晋・山仲剛太               | 2010      | 週刊少年サンデー クラブサンデー       | 短期連載           | [ 209 ] |
| ドラガン・ストイコビッチ物語 背番号10               | 木村元彦・宮城シンジ           | 2000-2001 | 別冊ヤングジャンプ ヤングジャンプ     | 不定期連載         |         |
| 中澤佑二物語                                        | 塀内夏子                       | 2006-2008 | 週刊ヤングマガジン                    | 不定期連載         | [ 210 ] |
| なでしこのキセキ 川澄奈穂美物語                     | 上野直彦・大和屋エコ           | 2012      | 週刊少年サンデー                      | 日本女子代表       | [ 211 ] |
| ファイヤーボーイ北沢豪物語                          | 吉村哲也                       | 1993      | 週刊少年サンデー                      | 短期連載           | [ 212 ] |
| FORZA!!ロベルト・バッジョ物語                       | 大住良之・薮野てんや           | 1995      | 週刊少年ジャンプ                      | 短期連載           | [ 213 ] |
| 炎の守護神 川口能活物語                             | 原田太郎・かとうひろし         | 1998      | 月刊コロコロコミック                  | 短期連載           |         |
| 宮本恒靖 「FIRE&ICE」                               | 安田剛士                       | 2008      | 週刊少年マガジン                      | 短期連載           | [ 216 ] |
| 野人・岡野雅行物語                                  | 福島行雄・押山雄一             | 1998      | 週刊ヤングジャンプ 別冊ヤングジャンプ | 不定期連載         | [ 217 ] |
| RISING SUN サッカー日本代表物語 ・フランスW杯への道 | 一志治夫・さかもとたけし       | 1997-1998 | ビッグコミックスピリッツ              | 呂比須ワグナー     | [ 218 ] |
| ラモス瑠偉物語                                      | 沢田ひろふみ                   | 1994      | 週刊少年マガジン                      | 短期連載           | [ 219 ] |
| リトバルスキー物語                                  | 上之園宏                       | 1993      | 週刊少年マガジン                      | 短期連載           | [ 220 ] |
| LEGEND OF THE ATHLETE 中村俊輔物語                  | 工藤晋・大内冬樹               | 2006      | 月刊少年ジャンプ                      |                    | [ 221 ] |
| ロンリー・エース 福田正博                           | 田中誠一・吉村哲也             | 1993      | 週刊少年サンデー                      | 短期連載           | [ 222 ] |
| WILD FOOTBALL〜サッカー界の暴れん坊たち〜           | 手原和憲                       | 2016-2017 | 週刊ジョージア                        |                    | [ 223 ] |

### 風刺を題材とした作品
| タイトル                                                   | 作者             | 連載期間    | 掲載誌                                                 | 備考、関連項目 | 出典    |
| ---------------------------------------------------------- | ---------------- | ----------- | ------------------------------------------------------ | -------------- | ------- |
| 赤菱のイレブン                                             | 古沢優           | 1995-連載中 | 月刊REDWIN 他                                          | 浦和レッズ     | [ 224 ] |
| イエローカードに気をつけろ!                                | いしかわじゅん   | 1993-1994   | 週刊プレイボーイ                                       |                | [ 225 ] |
| 絵古ヒイ記 / 図々SEE                                       | 望月三起也       | 1974-2000   | サッカーマガジン 週刊サッカーマガジン                  | 風刺漫画       |         |
| FCレッドカード                                             | しろうず秀明     | 1993-1995   | 週刊少年サンデー                                       |                | [ 226 ] |
| カズ撃ちゃ当たる!!                                         | 荒井清和         | 1993-1996   | まんがくらぶ                                           |                |         |
| 蹴球風見鶏                                                 | とうこくりえ     | 2005-連載中 | エル・ゴラッソ                                         |                |         |
| スーパーさぶっ!!劇場 うるとらスーパーさぶっ!! ゲキさぶっ!! | 村山文夫         | 2001-連載中 | 週刊サッカーダイジェスト 週刊サッカーマガジン ゲキサカ |                | [ 227 ] |
| 突破王ゾノ                                                 | 荒井清和         | 1996-1997   | まんがくらぶ                                           |                |         |
| ナカタ・エブリダンディー                                   | 畠山コンツェルン | 1999-2000   | まんがくらぶオリジナル                                 |                | [ 228 ] |
| やったね!ラモズくん                                        | 樫本学ヴ         | 1993-1998   | 月刊コロコロコミック                                   |                | [ 229 ] |
| レッズゴー!オノくん                                        | 河合じゅんじ     | 1998-1999   | 月刊まんがパロ野球ニュース                             |                |         |

### その他
| タイトル                | 作者                      | 連載期間  | 掲載誌                             | 備考、関連項目                 | 出典    |
| ----------------------- | ------------------------- | --------- | ---------------------------------- | ------------------------------ | ------- |
| El Viento               | 伊藤和史                  | 1996-1997 | 月刊少年マガジン                   | 主人公がアルゼンチンに留学     | [ 230 ] |
| キーパー!               | 石川優吾                  | 1992-1993 | ビジネスジャンプ                   | 元不良のキーパーが主人公       | [ 231 ] |
| GET THE GOAL!! 4V4嵐    | こしたてつひろ            | 1999-2000 | 月刊コロコロコミック               | 4人制サッカー                  | [ 232 ] |
| 極道イレブン            | 望月三起也                | 1991      | コミックBE!                        | ヤクザとマフィアが対戦         | [ 233 ] |
| コスモスストライカー    | 田中誠一、戸館新吾        | 1988      | 週刊少年ジャンプ                   | バトルもの                     | [ 234 ] |
| サッカーボーイ          | 柴田文明                  | 1990-1993 | サウス、ウィングス                 | 大学サッカー                   | [ 235 ] |
| 蹴犬伝説ゴーゴーゴロー! | サダタロー                | 2002      | 週刊少年マガジン                   |                                | [ 236 ] |
| スターダスト11          | こうのたけし              | 1986      | フレッシュジャンプ                 | バトルもの                     | [ 237 ] |
| 大吾のワールドカップ    | 田中誠一・なかはら★ももた | 2002      | 小学三年生                         | 小学生対ロボット               |         |
| ドラゴンリーグ          | 鷹城冴貴                  | 1993      | Vジャンプ                          | 同名アニメの前日談             |         |
| ひでまる the soccer boy | 溝渕誠                    | 2002-2003 | 月刊コロコロコミック               | 犬が主人公                     | [ 238 ] |
| ふたりサッカー          | 倉敷保雄、あらゐけいいち  | 2008-2014 | ヤングアニマル ヤングアニマルDensi | コラム+漫画                    |         |
| 蹴魂                    | 伊織                      | 2012-2014 | 週刊少年サンデーS                  | 地球代表対宇宙人               | [ 239 ] |
| ブクロキックス          | 松木いっか                | 2020-2021 | 週刊ヤングマガジン                 | ブラインドサッカー             |         |
| ブラサカブラボー!!      | 高橋陽一                  | 2018-2021 | パラリンピックジャンプ             | ブラインドサッカー             | [ 240 ] |
| 未来のフットボール      | 大和屋エコ                | 2009      | 週刊少年サンデー超                 | 主人公が19世紀にタイムスリップ | [ 241 ] |
| 輪球王トラ              | 水島新司                  | 1974      | 少年キング                         | サイクルサッカー               |         |

### 詳細不明
| タイトル          | 作者                     | 連載期間  | 掲載誌                 | 備考、関連項目 | 出典   |
| ----------------- | ------------------------ | --------- | ---------------------- | -------------- | ------ |
| 栄光のシュート    | 今道英治                 | 1975      | 別冊少年サンデー       |                | [ 73 ] |
| ストライカー隼人  | 小林辰禎                 | 1981-1982 | 週刊少年サンデー増刊号 |                |        |
| ストライカー!勇気 | 菊池勝也・ともながひでき | 1987-1988 | フレッシュジャンプ     |                | [ 97 ] |
| どろんこシュート  | 田辺節雄                 | 1971      | 月刊少年チャンピオン   |                |        |